# Phyllanthus castus
Phyllanthus castus là một loài thực vật có hoa trong họ Diệp hạ châu. Loài này được S.Moore miêu tả khoa học đầu tiên năm 1921.